# Neuler
Neuler – miejscowość i gmina w Niemczech, w kraju związkowym Badenia-Wirtembergia, w rejencji Stuttgart, w regionie Ostwürttemberg, w powiecie Ostalb, wchodzi w skład wspólnoty administracyjnej Ellwangen (Jagst). Leży w Jurze Szwabskiej, ok. 10 km na północ od Aalen.

## Dzielnice
Gaishardt, Adlersteige, Bronnen, Ebnat, Leinenfirst, Ramsenstrut i Schwenningen.